# Чемпионат Европы по плаванию в ластах 2005
21-й чемпионат Европы по плаванию в ластах прошёл в Сан-Марино со 2 по 10 июля 2005 года.

## Призёры

### Мужчины
| Дисциплина         | Золото                                                                      | Золото   | Серебро                                                                       | Серебро  | Бронза                                                                       | Бронза   |
| ------------------ | --------------------------------------------------------------------------- | -------- | ----------------------------------------------------------------------------- | -------- | ---------------------------------------------------------------------------- | -------- |
| 50 м, ныряние      | Евгений Скорженко · Россия                                                  | 14.55    | Николай Товер · Эстония                                                       | 14.84    | Александр Формин · Россия                                                    | 15.01    |
| 50 м в ластах      | Павел Кабанов · Россия                                                      | 16.38    | Евгений Скорженко · Россия                                                    | 16.08    | Николай Товер · Эстония                                                      | 16.29    |
| 100 м в ластах     | Павел Кабанов · Россия                                                      | 34.79    | Андрей Бураков · Россия                                                       | 35.73    | Рикардо Галли · Италия                                                       | 36.42    |
| 200 м в ластах     | Павел Кабанов · Россия                                                      | 1:22.35  | Сергей Баев · Россия                                                          | 1:23.17  | Стефано Фиджини · Италия                                                     | 1:24.02  |
| 400 м в ластах     | Стефано Фиджини · Италия                                                    | 3:00.19  | Николай Резников · Россия                                                     | 3:00.36  | Иоаннис Цурунакис · Греция                                                   | 3:04.96  |
| 800 м в ластах     | Стефано Фиджини · Италия                                                    | 6:25.17  | Николай Резников · Россия                                                     | 6:26.46  | Петер Винклер · Венгрия                                                      | 6:33.37  |
| 1500 м в ластах    | Стефано Фиджини · Италия                                                    | 12:28.21 | Николай Резников · Россия                                                     | 12:41.10 | Петер Винклер · Венгрия                                                      | 12:44.11 |
| 100 м с аквалангом | Евгений Скорженко · Россия                                                  | 32.55    | Игорь Сорока · Украина                                                        | 33.27    | Александр Формин · Россия                                                    | 33.53    |
| 400 м с аквалангом | Силард Вильхельм · Венгрия                                                  | 2:47.86  | Игорь Сапрыкин · Россия                                                       | 2:49.32  | Денеш Канио · Венгрия                                                        | 2:49.89  |
| 800 м с аквалангом | Силард Вильхельм · Венгрия                                                  | 5:55.91  | Роберто Фиоруччи · Италия                                                     | 5:58.92  | Денеш Канио · Венгрия                                                        | 5:59.88  |
| эстафета 4×100 м   | Андрей Бураков · Павел Кулаков · Евгений Скорженко · Павел Кабанов · Россия | 2:23.66  | Рикардо Галли · Стефано Фиджини · Чезаре Фумарола · Андреа Нава · Италия      | 2:26.01  | Дмитрий Сидоренко · Виктор Панев · Дмитрий Артемчук · Игорь Сорока · Украина | 2:27.02  |
| эстафета 4×200 м   | Павел Кабанов · Сергей Черевко · Николай Резников · Сергей Баев · Россия    | 5:35.14  | Виктор Панев · Виталий Филиппович · Дмитрий Артемчук · Игорь Сорока · Украина | 5:42.35  | Стефано Фиджини · Лоренцо Минисола · Давид Манца · А. Манца · Италия         | 5:42.99  |

### Женщины
| Дисциплина         | Золото                                                                              | Золото   | Серебро                                                                     | Серебро  | Бронза                                                                     | Бронза   |
| ------------------ | ----------------------------------------------------------------------------------- | -------- | --------------------------------------------------------------------------- | -------- | -------------------------------------------------------------------------- | -------- |
| 50 м, ныряние      | Анастасия Глухих · Россия                                                           | 16.65    | Галия Саттарова · Эстония                                                   | 17.08    | Екатерина Делова · Украина                                                 | 17.09    |
| 50 м               | Анастасия Глухих · Россия                                                           | 18.28    | Светлана Дедюх · Россия                                                     | 19.03    | Лилла Секей · Венгрия                                                      | 19.05    |
| 100 м              | Анастасия Глухих · Россия                                                           | 40.80    | Василиса Кравчук · Россия                                                   | 41.63    | Камилла Хейтц · Франция                                                    | 42.22    |
| 200 м              | Анастасия Глухих · Россия                                                           | 1:31.30  | Валентина Артемьева · Россия                                                | 1:31.74  | Ольга Шляховская · Украина                                                 | 1:33.34  |
| 400 м              | Екатерина Политько · Россия                                                         | 3:21.57  | Каролин Штут · Германия                                                     | 3:21.98  | Валентина Артемьева · Россия                                               | 3:22.80  |
| 800 м              | Энансия Георгиу · Греция                                                            | 7:02.63  | Екатерина Политько · Россия                                                 | 7:06.96  | Ольга Шляховская · Украина                                                 | 7:08.27  |
| 1500 м             | Мелинда Виртц · Венгрия                                                             | 13:47.46 | Доротти Оссаи · Венгрия                                                     | 13:47.55 | Мария Титова · Россия                                                      | 13:54.72 |
| 100 м с аквалангом | Анастасия Глухих · Россия                                                           | 37.65    | Галия Саттарова · Эстония                                                   | 38.65    | Камилла Хейтц · Франция                                                    | 38.67    |
| 400 м с аквалангом | Ольга Талдонова · Россия                                                            | 3:07.73  | Валентина Артемьева · Россия                                                | 3:11.82  | Сусанн Барковиц · Германия                                                 | 3:13.92  |
| 800 м с аквалангом | Валентина Артемьева · Россия                                                        | 6:44.31  | Каролин Штут · Германия                                                     | 6:48.29  | Ольга Талдонова · Россия                                                   | 6:53.86  |
| эст. 4×100 м       | Анастасия Глухих · Светлана Дедюх · Валентина Артемьева · Василиса Кравчук · Россия | 2:45.80  | Екатерина Делова · Анна Позий · Алёна Довгань · Ольга Шляховская · Украина  | 2:49.33  | Тина Хиршфельдт · Сандра Пильц · Кристина Мюллер · Каролин Штут · Германия | 2:50.84  |
| эст. 4×200 м       | Екатерина Политько · Мария Титова · Василиса Кравчук · Валентина Артемьева · Россия | 6:09.91  | Анна Позий · Алёна Довгань · Дарина Николаенко · Ольга Шляховская · Украина | 6:22.58  | Сцилла Короли · Мелинда Виртц · Хайналка Дебрецени · Агнес Надь · Венгрия  | 6:24.03  |